# 메이뷰

메이뷰(Mayview)는 미국 미주리주 라피엣군의 도시로, 미국 내 캔자스시티 메트로폴리턴 에어리어의 일부이다. 이 지역의 인구수는 2010년 인구조사 기준 총 211명이다.

## 역사
메이뷰는 1866년 구획되었다. 이 도시의 이름은 5월에 바라볼 때의 풍경이라는 의미에서 지어진 지명이다. 메이뷰라는 이름의 우체국은 1865년부터 지금까지 운영되고 있다.

## 인구
| 인구조사              | 인구 | Note  | %±     |
| --------------------- | ---- | ----- | ------ |
| 1900년                | 423  |       | —      |
| 1910년                | 308  |       | −27.2% |
| 1920년                | 406  |       | 31.8%  |
| 1930년                | 322  |       | −20.7% |
| 1940년                | 325  |       | 0.9%   |
| 1950년                | 268  |       | −17.5% |
| 1960년                | 270  |       | 0.7%   |
| 1970년                | 330  |       | 22.2%  |
| 1980년                | 291  |       | −11.8% |
| 1990년                | 279  |       | −4.1%  |
| 2000년                | 294  |       | 5.4%   |
| 2010년                | 212  |       | −27.9% |
| 2019 (추산)           | 212  | [ 4 ] | 0.0%   |
| U.S. Decennial Census |      |       |        |